# Jamie Nieto

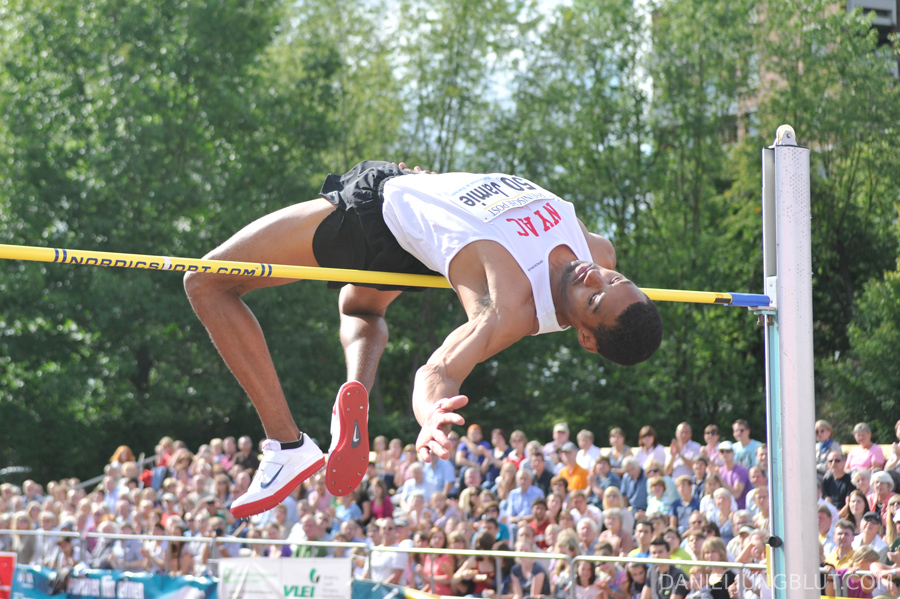
Jamie Nieto bei der Lattenüberquerung

Jamie Nieto (* 2. November 1976 in Seattle) ist ein US-amerikanischer Hochspringer und Schauspieler.
Seinen Durchbruch hatte er 2003, als er US-Meister wurde und bei den Weltmeisterschaften in Paris/Saint-Denis auf den siebten Platz kam. Im Jahr darauf steigerte er sich in der Halle am 11. Februar in Weinheim auf 2,32 m. Bei den US-Ausscheidungskämpfen für die Olympischen Spiele in Athen siegte er mit 2,33 m und wurde dann im olympischen Wettkampf Vierter mit seinem persönlichen Rekord von 2,34 m.
2007 wurde er nationaler Vizemeister, scheiterte aber bei den Weltmeisterschaften 2007 in Osaka in der Qualifikation. Im Jahr darauf wurde er erneut US-Vizemeister, verpasste aber die Qualifikation für die Olympischen Spiele in Peking, weil er die A-Norm von 2,30 m erst nach Ablauf der vom Verband gesetzten Frist erfüllte.
2013 beendete er seine Karriere als Sportler. Seit 2009 tritt er auch als Schauspieler in Erscheinung. So war er u. a. 2013 in dem Film U-Bahn – Nächster Halt: Terror zu sehen.
Jamie Nieto ist ein Absolvent der Eastern Michigan University.